# Tシャツと私たち
『Tシャツと私たち』（ティーシャツとわたしたち）は、日本の音楽ユニット・ウカスカジーの2枚目のオリジナルアルバム。2016年7月13日にトイズファクトリーより発売された。

## 背景
2013年のウカスカジー結成以降、自身が主催するライブでは音楽だけでなくサッカーを融合させたイベントという形を取っていた。しかし、2015年6月28日に豊洲PITで音楽のみのライブ『MIFA Football Park 1st anniversary party』を開催。そこで手応えを感じ、翌年の2016年にウカスカジー初となるライブツアー『ウカスカジー はじめてのツアー HAPPY HOUR』（後述）の開催を決定した。そのツアーに向けて新曲が制作され、曲数が溜まったためアルバムとして発表することとなった。

## 制作・音楽性
桜井和寿は「一緒にうたったり叫んだりというコミュニケーションを前提に曲を作ったりしています」と語っており、「とにかくハッピー」「ライブで盛り上がってなんぼ」というテーマを突き詰めて制作されている。
アルバムタイトルは桜井の提案によるもの。当初は『HAPPY HOUR』や『おめでたい奴ら』も候補にあったが、あえて興味を引くようなタイトルにしたという。
また、2015年にライブ『MIFA Football Park 1st anniversary party』で初披露されたエアロスミスとRun-D.M.C.がコラボレーションした楽曲「Walk This Way」を日本語詞でカバーした「遠くに行くぜ」もレコーディングされ本作に収録予定だったが、許諾が下りずお蔵入りとなった。

## リリース・プロモーション
通常盤のみの1形態で発売。紙ジャケット仕様となっている。前作『AMIGO』以来約2年ぶりのリリースとなった。ライブツアー『ウカスカジー はじめてのツアー HAPPY HOUR』の会場では、本作の特典付き予約会が実施された。
2019年8月19日、配信限定ミニアルバム『金色BITTER』の発売と同時に本作のダウンロード配信・ストリーミング配信が解禁された。ただし、ボーナス・トラックの「Special talk about 『Tシャツと私たち』」「ミファンダえかきうた」は配信が行なれていない。

## ツアー
本作発売に先立ち、2016年6月17日から7月1日まで5会場5公演に渡るライブハウスツアー『ウカスカジー はじめてのツアー HAPPY HOUR』を開催。本作収録曲が全曲披露された。また、本作発売発表と同時に、アルバ厶発売週である7月16日に豊洲PITでライブ『ウカスカジー はじめてのツアー HAPPY HOUR 追加公演 〜NEW ALBUM Release Party “おめでたい私たち”〜』の開催が発表された。このライブの模様は、2016年8月20日にBSスカパー! にて放送された。
バンドアミーゴとして、SUNNY（キーボード・コーラス、バンドマスター）、設楽博臣（ギター）、藤谷一郎（ベース）、脇山広介（ドラム）が参加。計6人編成での演奏、パフォーマンスとなった。また、オープニングアクトとしてDJダイノジが帯同し、ライブ本編でも数曲バックダンサーとして参加したほか、追加公演ではサプライズゲストとして千葉県船橋市の非公認キャラクターであるふなっしーが登場した。

## アートワーク
本作のアートディレクターは榮良太が担当。ジャケットでは桜井和寿の提案からメンバー2人がミファンダの着ぐるみを着ており、仕事や遊びを全力でやり終えた後の「最高の乾杯の瞬間」を体現しているという。

## 収録曲
- 全作詞・作曲：ウカスカジー（#4除く） / プロデュース：ウカスカジー

1. Anniversary [5:25]
  - 編曲：SUNNY & ウカスカジー / 弦編曲：SUNNY

「niko and ...」CMソング[16][17]。
2015年に開催されたライブ『MIFA Football Park 1st anniversary party』で初披露されていた楽曲で、同ライブのために制作された[18]。
2. Celebration [4:57]
  - 編曲：SUNNY & ウカスカジー

ウカスカジーのアートワークを手掛けている榮良太の結婚式に向けて書かれた楽曲。桜井和寿はこの楽曲について「結婚式の定番曲にしたい」と語っている[19]。
ミュージック・ビデオが制作されており、MIFAの公式YouTubeチャンネルで公開されている[20]。監督は藤井道人が務め[21]、桜井の提案により阿佐ヶ谷姉妹が出演している。また、阿佐ヶ谷姉妹の所属事務所であるASH&Dコーポレーションのメンバーであるザ・ギース、ラブレターズ、大福も登場している[20]。さらに、姉・渡辺江里子の新郎役として野川慧が出演している[22]ほか、ウカスカジーのメンバー2人も登場している。
3. HAPPY HOUR [4:45]
  - 編曲：森俊之 & ウカスカジー / 管編曲：森俊之

ライブツアー『ウカスカジー 初めてのツアー HAPPY HOUR』のタイトルソング。
ライブでミファンダや観客が踊ることを想定して制作された楽曲[23]。
ダイノジが担当した本楽曲の振り付け映像[24]がMIFAの公式YouTubeチャンネルで公開されている[25]。
4. 前を向け! [6:26]
  - 作詞：ウカスカジー / 作曲・編曲：ウカスカジー & DJ FUMIYA (RIP SLYME) / 鍵盤・管編曲：YoYo

2014年に配信限定シングルとして発売された楽曲「勝利の笑みを 君と」をサンプリングしている。
2016年のオリンピック開催地であるリオデジャネイロのサンバを意識したアレンジとなっている。
5. Tシャツと私たち [3:48]
  - 編曲：ウカスカジー

アルバム表題曲。アルバムタイトルのイメージが先にあり、後からこの楽曲が作られたという[8]。
タイトルは平松愛理の楽曲「部屋とYシャツと私」から[24]。
ラップパートはなく、GAKU-MCもボーカルを担当している。桜井は「このフワッとした脱力系のオケに対して、二人で歌ったほうがそのあったかい感じが伝わるかな」と感じたという[8]。
6. Celebration (Instrumental) [4:57]
7. Special talk about 「Tシャツと私たち」 (Bonus) [21:12]
本作や収録曲についてのトーク音源。
8. ミファンダえかきうた (Bonus) [1:20]
  - 編曲：ウカスカジー

ミファンダがボーカルを務めている（実際には桜井の声を加工したもの）。

## 参加ミュージシャン
- 桜井和寿：Vocal (#1 - #5), Chorus (#1 - #5, #8), Acoustic Guitar (#1), Guitar (#5), Triangle (#5)
- GAKU-MC：Rap (#1 - #4), Vocal (#5), Chorus (#1 - #4, #8), Ukulele (#5)
- SUNNY：Keyboards (#1, #2, #5), Programming (#1, #2), Accordion (#5), ORGANAIRE (#8), andes25 (#5, #8), Chorus (#5)
- 森俊之：Keyboards (#3), Programming (#3)
- DJ FUMIYA (RIP SLYME)：Programming (#4), All other instruments (#4), Scratch (#4)
- 設楽博臣：Electric Guitar (#1), Guitar (#2)
- 土方隆行：Guitar (#3)
- Totzan：Guitar (#4), Bass (#4)
- 藤谷一郎：Bass (#1, #2, #5)
- 松原秀樹：Bass (#3)
- 脇山広介：Drums (#1, #2)
- 玉田豊夢：Drums (#3)
- YoYo：Keyboards (#4)
- 四家卯大：Cello (#1)
- 沖祥子：Violin (#1, #2)
- 西村浩二：Trumpet (#2, #3)
- 山本拓夫：Sax (#2), Flute (#2)
- 鈴木明男：Sax (#3)
- 中川英二郎：Trombone (#3)
- オオヒナタハルコ：Chorus (#2)
- ミファンダ (?)：Vocal (#8)

## ライブ映像作品
| 曲名        | 作品名                                               |
| ----------- | ---------------------------------------------------- |
| Anniversary | ウカスカジーの大冒険 〜TOUR "WE ARE NOT AFRAID!!"〜  |
| Anniversary | ウカスカジーの夢工場 〜TOUR “アディショナルタイム”〜 |
| HAPPY HOUR  | ウカスカジーの大冒険 〜TOUR "WE ARE NOT AFRAID!!"〜  |

## カバー
Anniversary
- TAOTAK（2018年11月26日、配信限定シングル『Anniversary』） - ワーナー・ブラザース映画『春待つ僕ら』主題歌。亀田誠治がプロデュースを担当。